# 長谷川滋成
長谷川 滋成（はせがわ しげなり、1938年- ）は、日本の漢文学者、広島大学・尾道大学名誉教授。

## 略歴
1938年、山口県生まれ。広島大学文学部に入学し、中国語学ならびに中国文学を専攻した。同大学大学院修士課程を修了。
卒業後は、広島大学附属中学校・高等学校教諭となった。その後、兵庫教育大学助教授、母校の広島大学教育学部教授をつとめた。2002年、広島大学を定年退官し、名誉教授となった。その後は尾道大学教授として教鞭をとったが、2009年に退職し、名誉教授となった。

## 研究内容・業績
- 専門は漢文学で、特に六朝時代の詩文を専門とする。
- 日本の教育制度における漢文教育の考察もしており、近代日本の漢文教育に関して1980年代に他に先がげてまとめている[2]。

## 著作

### 著書
- 『漢文教育序説』第一学習社 1979
- 『難字と難訓』1988 講談社現代新書
- 『漢文の指導法』渓水社 1992
- 『東晋詩訳注』汲古書院 1994
- 『陶淵明の精神生活』汲古書院 1995
- 『孫綽の研究 理想の「道」に憧れる詩人』汲古書院 1999
- 『『文選』陶淵明詩詳解』溪水社 2000
- 『東晋の詩文』溪水社 2002
- 『陶淵明幻視』溪水社 2008

### 論文
- 長谷川滋成「「雑詩」という意味」『中国中世文学研究』、広島大学文学部中国中世文学研究会、1962年3月、1-9頁、CRID 1540009770357744896。
- 長谷川滋成「六朝文人伝:陸機・陸雲伝(晋書)」『中国中世文学研究』、広島大学文学部中国中世文学研究会、1978年9月、35-72頁、CRID 1540291245334461952。
- 長谷川滋成「漢文における書くことの指導」『国語教育研究』26中、広島大学教育学部光葉会、1980年11月、623-633頁、doi:10.15027/24160、ISSN 0287-3354、CRID 1390290699830767232。
- 長谷川滋成「「文選鈔」引書引得」『中国中世文学研究』、広島大学文学部中国中世文学研究会、1981年12月、h1、CRID 1541417145241305728。
- 長谷川滋成「六朝文人伝:「晋書」郭璞伝」『中国中世文学研究』、広島大学文学部中国中世文学研究会、1983年12月、28-43頁、CRID 1542261570171437696。
- 長谷川滋成「孫綽小伝」『中国中世文学研究』、広島大学文学部中国中世文学研究会、1991年2月、74-91頁、CRID 1543105995101571584。
- 長谷川滋成「小尾郊一先生に学びて:「人生は人の情で成り立ちます」」『中国中世文学研究』、広島大学文学部中国中世文学研究会、1991年2月、221-224頁、CRID 1543105995101572864。
- 長谷川滋成「湛方生の詩」『中国中世文学研究』、広島大学文学部中国中世文学研究会、1992年10月、1-19頁、CRID 1541980095194731904。
- 長谷川滋成「東晋の登山詩 : その背景」『国語教育研究』第39巻、広島大学教育学部光葉会、1996年3月、1-11頁、doi:10.15027/24409、ISSN 0287-3354、CRID 1390853649784240256。
- 長谷川滋成「『世説新語』 : 貴族の生き方を読む<教材発掘 No.1>」『国語教育研究』第41巻、広島大学教育学部光葉会、1998年3月、183-187頁、doi:10.15027/24458、ISSN 0287-3354、CRID 1390572174807543680。
- 長谷川滋成「王羲之父子の「蘭亭詩」<寄稿論文>」『国語教育研究』第42巻、広島大学教育学部光葉会、1999年6月、111-120頁、doi:10.15027/24476、ISSN 0287-3354、CRID 1390853649784257408。